# Przysłop pod Furkaską
Przysłop pod Furkaską, zwany także Przysłopem – polana na grzbiecie oddzielającym dolinę Głębowiec od Doliny Długiej w polskich Tatrach Zachodnich. Obydwie te doliny są odnogami Doliny Chochołowskiej. Polana położona jest na wysokości ok. 1170–1220 m n.p.m., na północnej stronie tego grzbietu, pomiędzy Jaworzyńskim Przysłopem (1269 m) a Parzątczakiem (1486 m). Biegnie przez nią droga od Doliny Chochołowskiej przez Dolinę Długą do polany Jaworzyna pod Furkaską.
Dawniej polana wchodziła w skład Hali Jaworzyna pod Furkaską. Miała powierzchnię ok. 5 ha, ale po utworzeniu Tatrzańskiego Parku Narodowego i zniesieniu pasterstwa zaczęła zarastać. W 2004 w wyniku zarośnięcia jej powierzchnia zmniejszyła się o ok. 50%.